# Suils
Suils es una localidad española del municipio de Laspaúles, perteneciente a la provincia de Huesca, en la comunidad autónoma de Aragón.

## Historia
Hacia mediados del siglo XIX, el lugar ya pertenecía a Laspaúles. Aparece descrito en el decimocuarto volumen del Diccionario geográfico-estadístico-histórico de España y sus posesiones de Ultramar de Pascual Madoz con las siguientes palabras:

SUILS: ald. en la prov. de Huesca, part. jud. de Benabarre: es una de las que forman la pobl. de las Paules (V.).
(Madoz, 1849, p. 534)

En 2023, la entidad singular de población tenía empadronados 43 habitantes y el núcleo de población, también 43.